# Second Tour (film, 2023)
Pour les articles homonymes, voir Second Tour.
Pour plus de détails, voir Fiche technique et Distribution.
Second Tour est un film français écrit et réalisé par Albert Dupontel, sorti en 2023.
Le film raconte l'histoire d'un homme (économiste de profession) se lançant dans la course à l'élection présidentielle, qui cache au grand public et même aux financeurs de sa campagne, les buts de son programme politique. Une journaliste, associée à un cameraman, découvre la vérité et l'aide dans son projet, malgré les menaces de mort qui cernent le candidat.

## Synopsis
Journaliste politique, Nathalie Pove est tombée en disgrâce auprès de sa chaîne après un reportage acide sur l'un des actionnaires de sa propre chaîne. Elle officie désormais à la rubrique football, tout comme son cameraman, Gustave Clément. Après l'explosion suspecte d'une conduite de gaz au passage de la voiture d'un candidat à la présidentielle, et l'indisponibilité des autres journalistes de la chaîne, elle est chargée de suivre ce candidat. Ce dernier, Pierre-Henry Mercier — surnommé PHM —, est le favori de l'élection. Nathalie l'a connu pendant sa scolarité au collège.
Novice en politique, candidat plébiscité par la droite libérale, ce brillant économiste, inconnu il y a peu, est issu d'une riche famille.
Les supérieurs de Nathalie se méfient de celle-ci et l'encadrent strictement. Avant chaque interview, elle reçoit les questions à poser. Rebelle, intuitive et fouineuse, Nathalie prend la tangente et remarque vite des détails étranges qui lui font penser que PHM est moins lisse qu'il n'y paraît.
Parmi ses soutiens présents à une réunion de campagne, se trouvent un juge contestataire, une scientifique critique et un militant écologiste, autant d'opposants historiques au parti représenté par Mercier. La journaliste interroge ces personnes qui donnent des raisons peu crédibles à leurs présences. En revoyant les images avec Gustave, elle constate que le candidat et son garde du corps, Lior, parlent entre eux en roumain. Pierre-Henry Mercier se justifie en rappelant qu'il est polyglotte et ouvert à l'Europe.

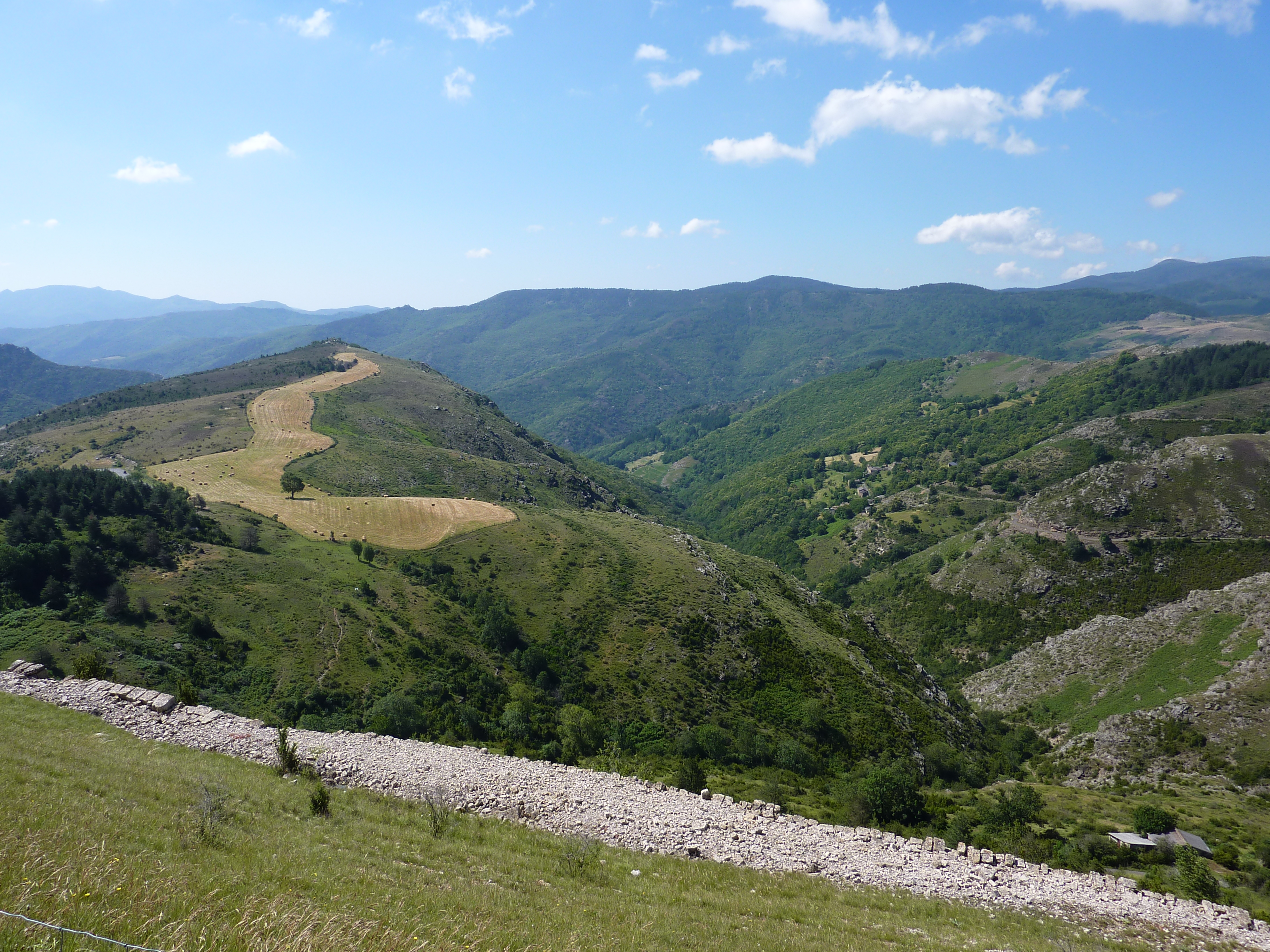
La maison de Santu se situe au cœur des Cévennes.

Poursuivant son enquête, Nathalie découvre que le garde du corps Lior a un neveu qu'il emmenait au football il y a des années. Les journalistes en retrouvent la trace grâce à son ancien club : prénommé Santu, il est apiculteur, établi dans un coin reculé des Cévennes. Elle se rend sur place avec Gustave. L'apiculteur ressemble étonnamment à Pierre-Henry Mercier : ils sont vraisemblablement jumeaux. Il ne possède ni la culture, ni l'aisance verbale de PHM, donnant même l'impression d'être légèrement demeuré.
Ils exposent ce scoop à PHM lors d'une interview. Celui-ci, détendu, semble ignorer l'existence de ce frère, se montrant indifférent à la publication de leur article.
Un complot se trame pour tuer Pierre-Henry Mercier. Le candidat échappe aux personnes qui ont financé sa candidature et compte mener une politique bien plus écologique et sociale que prévu, ce qui explique son amitié avec le juge, avec la scientifique et avec le militant écologiste. Ses objectifs sont découverts. Lors d'un meeting, il est attaqué par un homme armé d'un couteau et sauvé in extremis par deux femmes gardes du corps. Un autre homme lui tire dessus et le blesse grièvement. PHM est emmené en urgence dans les Cévennes et opéré clandestinement. Nathalie et Gustave les suivent. À cette occasion PHM découvre avec émotion l'existence de son frère jumeau et leurs origines : lui et son frère sont les fils d'une réfugiée roumaine ayant fui le régime de Ceaușescu avec son frère Lior. Elle travaillait comme domestique pour la famille Mercier, avant d'être expulsée du territoire français et renvoyée en Roumanie avec Santu alors qu'il avait trois ans. Les Mercier ont donc gardé un seul des deux enfants, le faisant passer pour le leur, celui ayant obtenu le meilleur résultat au test du marshmallow.
La jeune mère est morte peu après son retour en Roumanie avec Santu qui a alors passé plusieurs années dans un orphelinat dans des conditions difficiles, dans un environnement bien moins favorable que son brillant frère. Plusieurs années plus tard, son oncle Lior, resté en France, en contact avec la famille Mercier, est revenu le rechercher pour l'installer dans les Cévennes.
Pierre-Henry Mercier n'étant pas encore remis de son opération, il est remplacé par son frère jumeau, y compris pour le débat télévisé du second tour. Depuis la loge, PHM dicte à son frère ce qu'il doit déclarer et répondre à son adversaire, via une oreillette. Pierre-Henry Mercier est trop affaibli pour aider Santu jusqu'au terme du débat. Celui-ci, conseillé par Nathalie, évoque longuement et brillamment les abeilles, menacées par les pesticides et par le changement climatique.
Après le débat, Pierre-Henry est tué en sortant à la rencontre du public sans garde du corps, conscient que ses mécènes mécontents vont encore tenter de l'assassiner, pour protéger son frère. Santu prétend ensuite avoir été simplement blessé par la fusillade qui a tué PHM et le remplace. Il est élu président de la République. Le juge est nommé Premier ministre, et les autres amis « rebelles » entrent au gouvernement.
Un mois plus tard, au palais de l'Élysée, Nathalie Pove interviewe la mère adoptive de Pierre-Henry. C'est elle qui a prévenu les financiers du double jeu de PHM, inconsciente que cela conduirait à son assassinat.
Santu sort d'une réunion et confie son attelle factice à Lior. Il s'approche alors de ses ruches parmi lesquelles se trouve l’urne funéraire de PHM pour lui dire ses doutes. Nathalie le rassure, lui affirmant qu'il est « à sa place ».

## Fiche technique
Sauf indication contraire, les informations mentionnées dans cette section peuvent être confirmées par la base de données cinématographiques IMDb,  présente dans la section « Liens externes ».
- Titre original : Second Tour

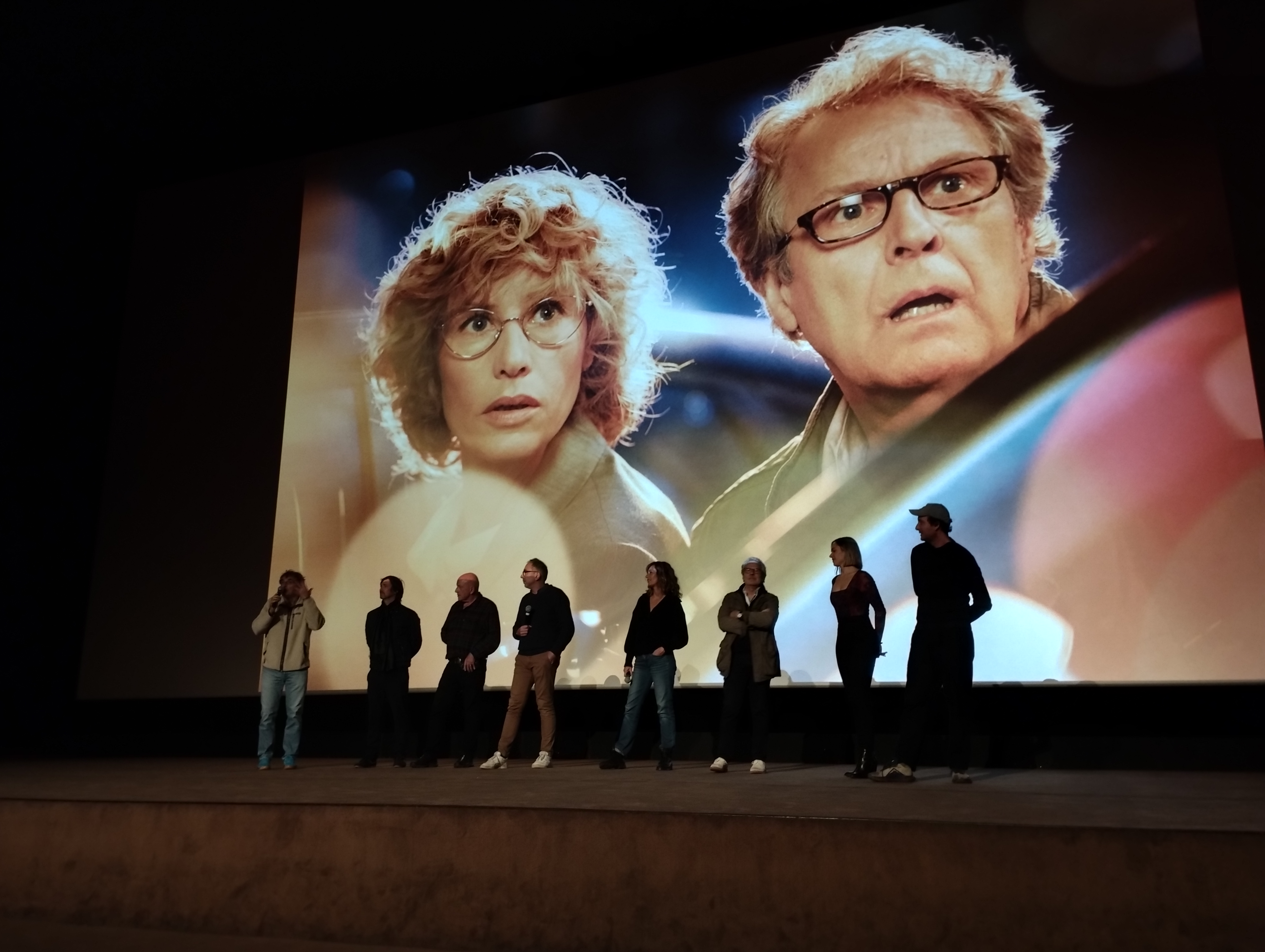
Avant-première du film au MK2 Bibliothèque en octobre 2023.

- Réalisation et scénario : Albert Dupontel
- Musique : Christophe Julien
- Photographie : Julien Poupard
- Décors : Mathieu Junot
- Costumes : Mimi Lempicka
- Production : Catherine Bozorgan
- Sociétés de production : Stadenn Prod. et Manchester Films
- Distribution : Pathé (France)
- Budget : 13,2 millions d'euros
- Pays de production :  France
- Langue originale : français
- Format : couleur
- Genre : comédie dramatique
- Durée : 95 minutes
- Dates de sortie :
  - France : 16 juin 2023 (avant-premières dans divers cinémas)
  - France : 25 octobre 2023

## Distribution
- Albert Dupontel : Pierre-Henry Mercier/Santu
- Cécile de France : Nathalie Pove
- Nicolas Marié : Gustave Clément
- Uri Gavriel : Lior, le garde du corps
- Philippe Uchan : M. Robard, patron de la chaîne de télévision
- Scali Delpeyrat : M. Pajout, le candidat d'extrême-droite
- Catherine Schaub-Abkarian : Mme Mercier, la mère
- Jackie Berroyer : Pr Curiepe
- Christiane Millet : Pr Jacob
- Bouli Lanners : l'entraîneur de foot
- David Marsais : le député libéral
- Philippe Duquesne : le « hacker gluant »
- Gilles Gaston-Dreyfus : l'animateur du meeting
- Bertrand Usclat : un chroniqueur France+
- Sharif Andoura : un chroniqueur France+
- Julia Molkhou : une chroniqueuse France+
- Johann Dionnet : un chroniqueur France+
- Jacques Mateu : le chirurgien
- Renaud Van Ruymbeke (photo et voix)

Principaux acteurs du film
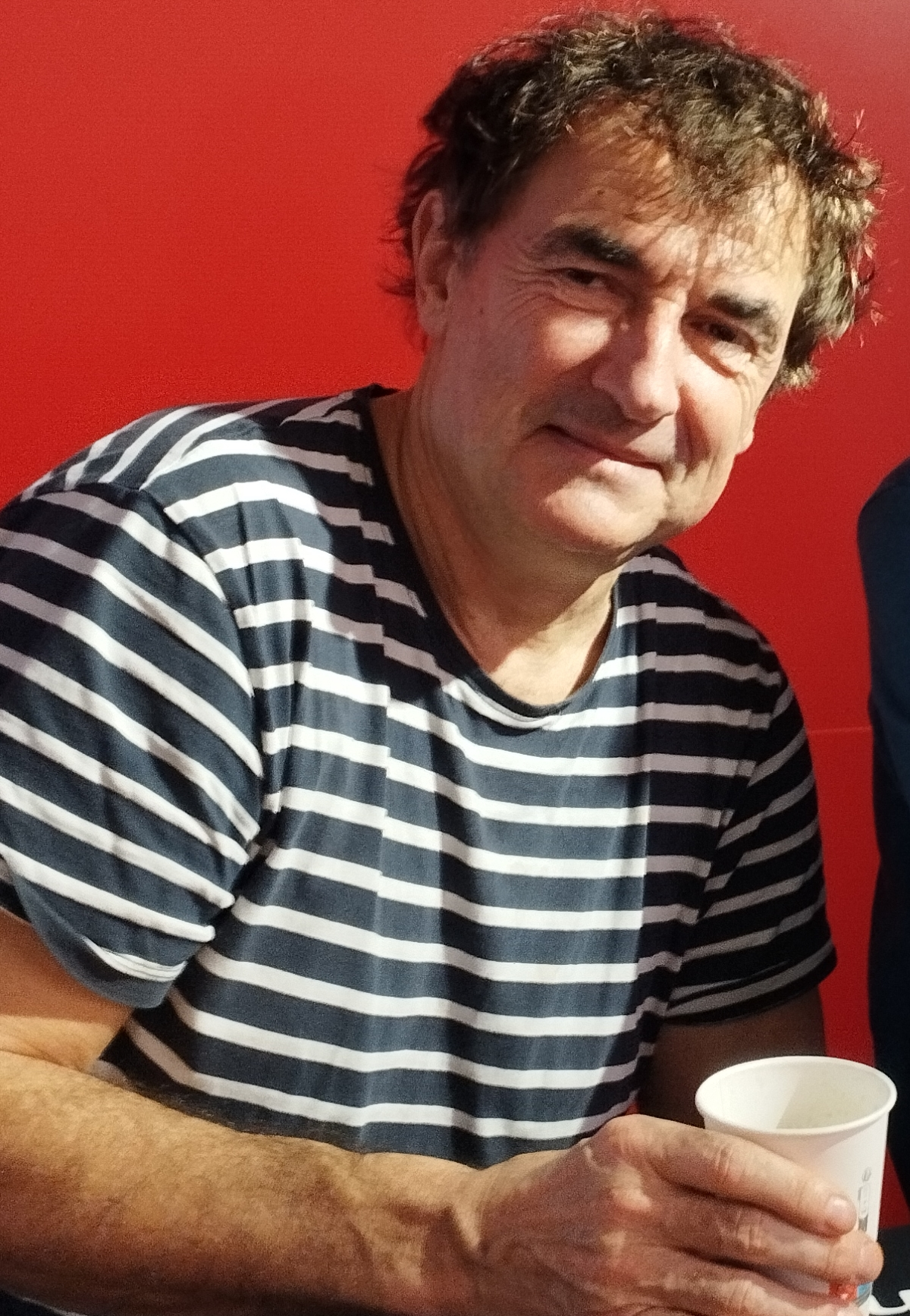
Albert Dupontel
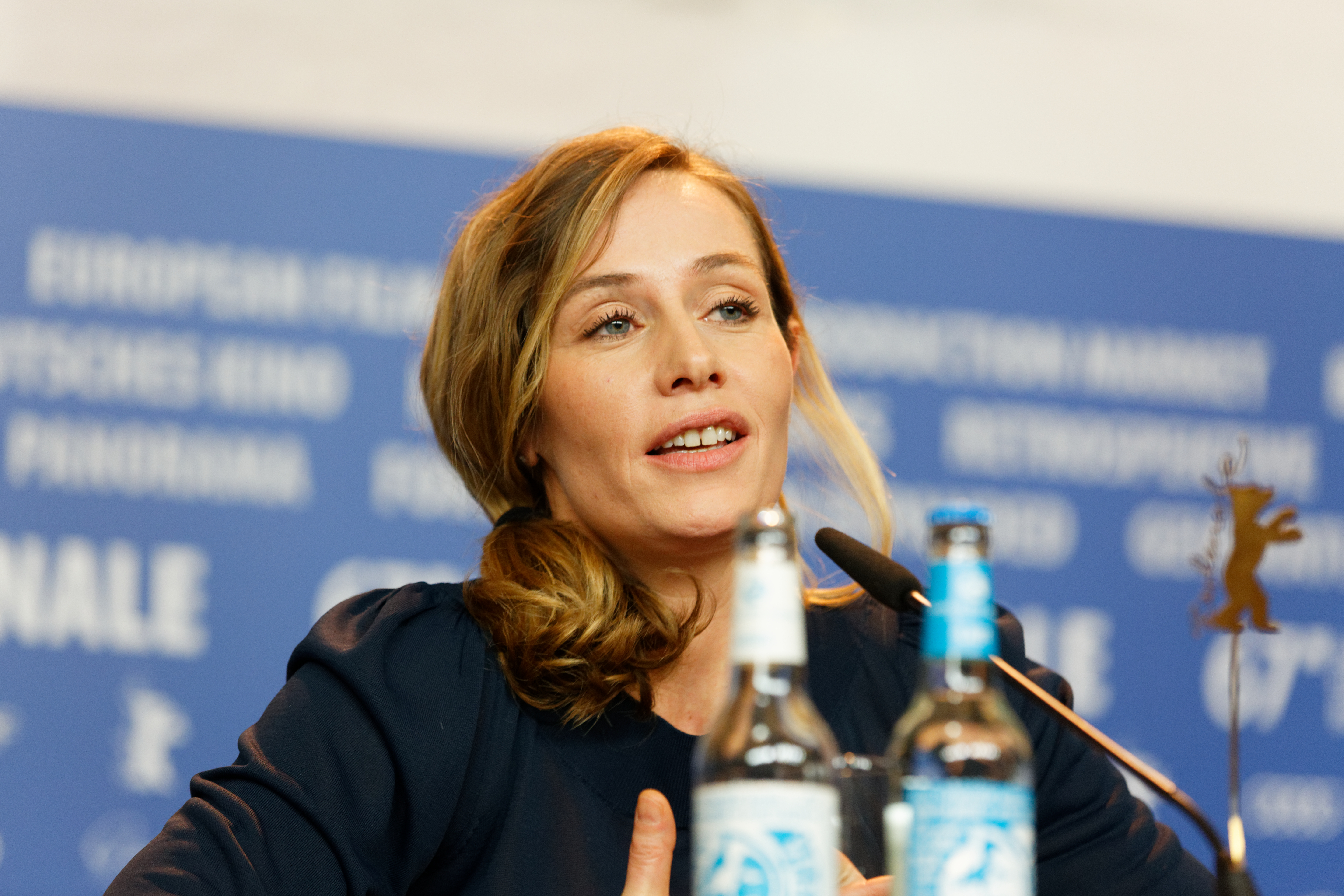
Cécile de France
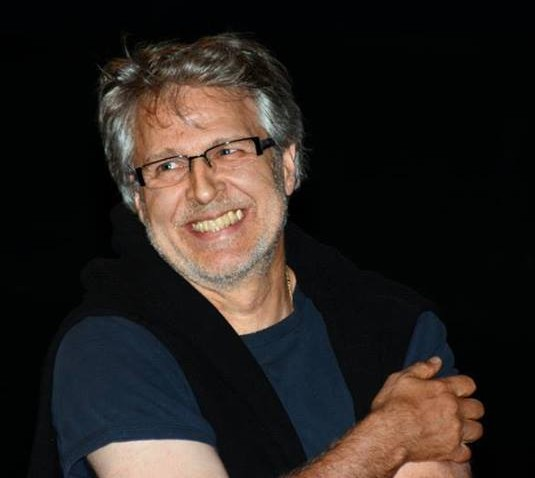
Nicolas Marié
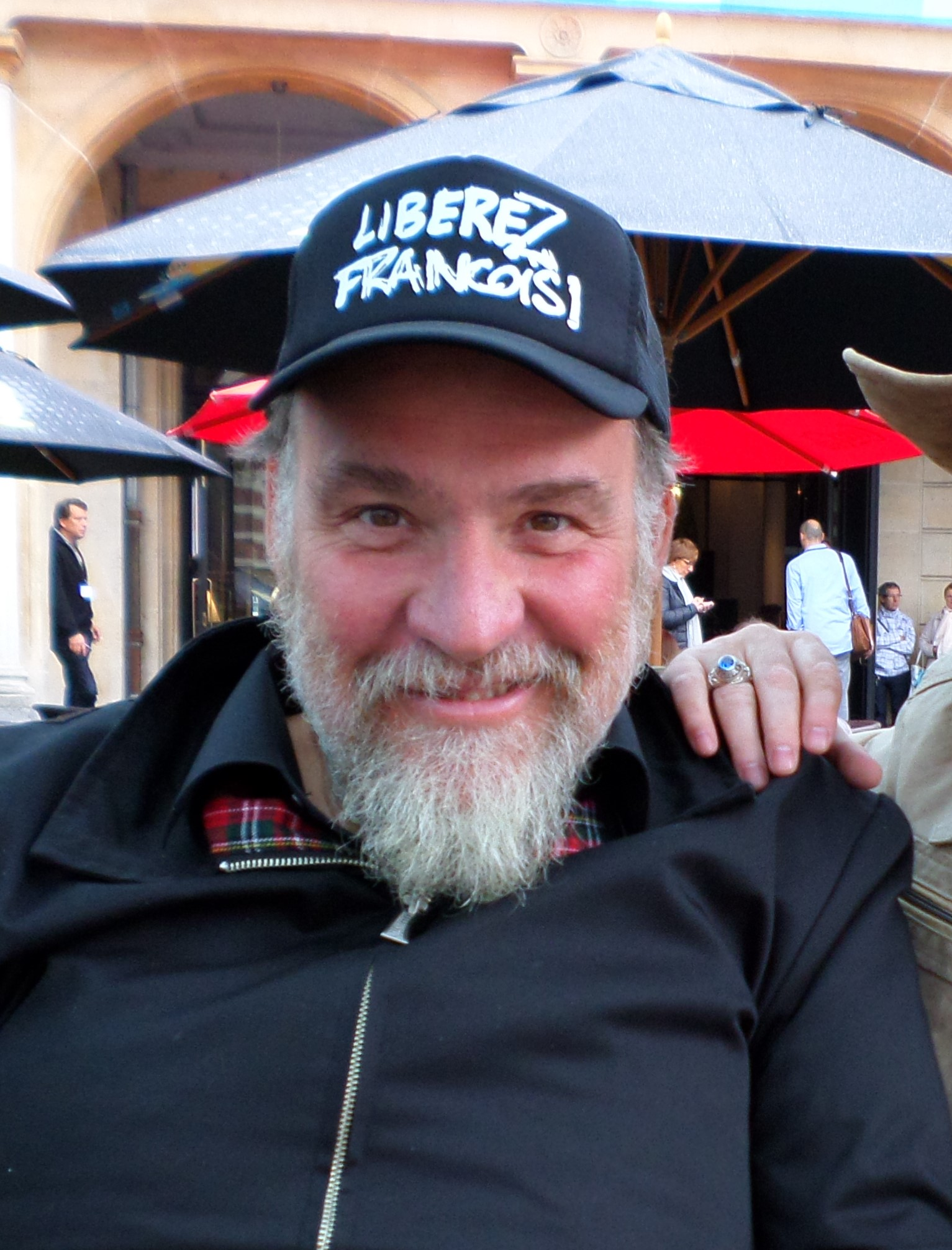
Bouli Lanners
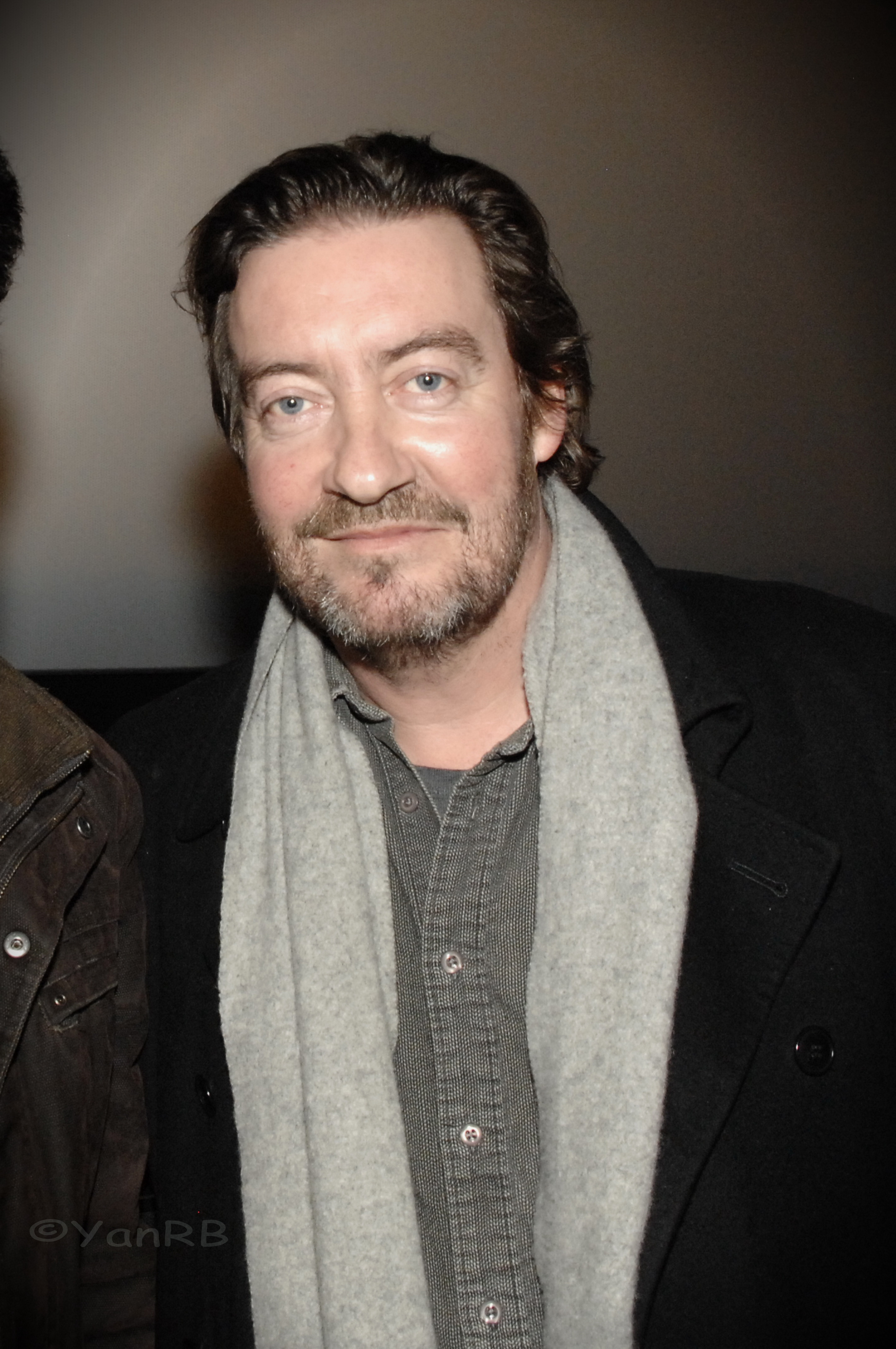
Philippe Duquesne
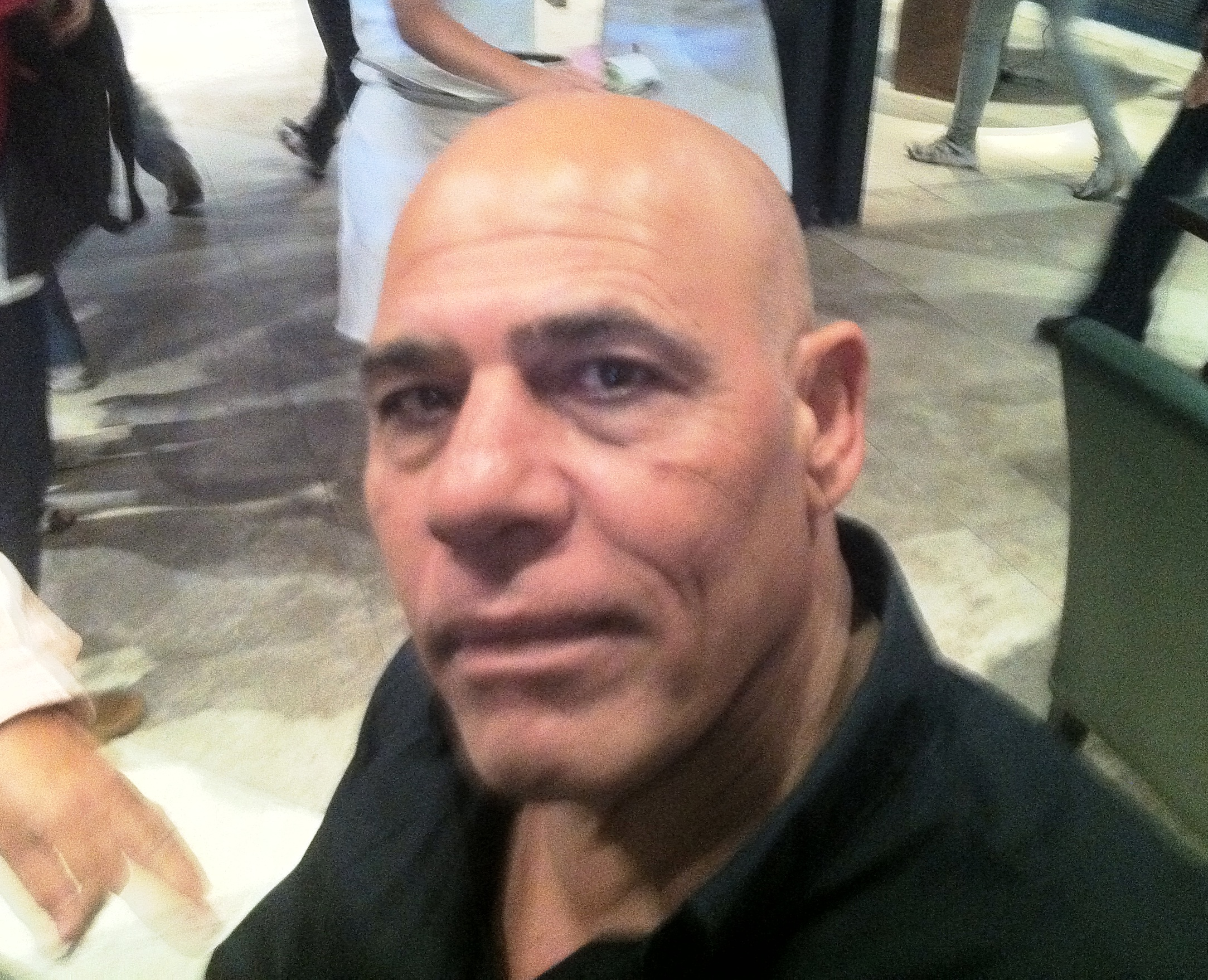
Uri Gavriel

## Production

### Genèse et développement
Dans les suppléments du DVD du film, distribué aux grand public, en 2024, Albert Dupontel explique s'être inspiré de Robert Kennedy:
« Et si Robert Kennedy n’avait rien dit de ses véritables intentions politiques et sociales ? Quelques semaines avant son assassinat, Romain Gary l’avait averti "Est-ce que vous vous rendez compte qu’ils vont vous tuer ?". Robert Kennedy avait répondu qu’il le savait. Cette détermination à la fois héroïque et résignée a été le point de départ de mon personnage imaginaire Pierre-Henry Mercier. »

### Tournage et dédicaces
Le tournage a lieu à Paris et en Île-de-France, notamment dans les studios de Bry-sur-Marne, ainsi que dans les Cévennes.
Le film est dédicacé à Bertrand Tavernier, Jean-Paul Belmondo et Michel Deville.

## Sortie et accueil

### Avant-premières, festivals et sorties
Second Tour est présenté en avant-première dès le Modèle:Date-16 juin 2023 dans plusieurs villes de France avant sa sortie nationale.

### Critique
Les critiques sont très partagées. Sur le site Allociné, la moyenne est de 3/5 pour 31 critiques. Olivier De Bruyn des Échos estime que « cette fable politique et familiale déjantée confirme sa singularité dans le paysage du cinéma français ». Dans Le Temps, Norbert Creutz estime même qu'Albert Dupontel signe ce qui « pourrait bien être son meilleur film à ce jour : drôle et surprenant, même esthétiquement, avec ce culot de dire tout haut ce que tant d'autres s'interdisent même de penser ».
Dans L'Obs, Nicolas Schaller estime le film « raté » : « Voici la belle idée de départ ensevelie sous un gloubi-boulga complotiste aussi lourd qu'embarrassant, à l'humour pauvre et au sentimentalisme inerte. » Dans Libération, Didier Péron écrit : « On se pince à peu près à chaque scène, toutes plus embarrassantes les unes que les autres et suggérant en gros que la démocratie est un jeu de dupes. »

### Box-office
| Pays ou région | Box-office      | Date d'arrêt du box-office | Nombre de semaines |
| -------------- | --------------- | -------------------------- | ------------------ |
| France         | 979 636 entrées | 19 décembre 2023           | 8                  |
| Total mondial  | - $             | -                          | -                  |